# Rocky (Oklahoma)
Rocky is een plaats (town) in de Amerikaanse staat Oklahoma, en valt bestuurlijk gezien onder Washita County.

## Demografie
Bij de volkstelling in 2000 werd het aantal inwoners vastgesteld op 174.
In 2006 is het aantal inwoners door het United States Census Bureau geschat op 176, een stijging van 2 (1,1%).

## Geografie
Volgens het United States Census Bureau beslaat de plaats een oppervlakte van
0,6 km², geheel bestaande uit land. Rocky ligt op ongeveer 503 m boven zeeniveau.

## Plaatsen in de nabije omgeving
De onderstaande figuur toont nabijgelegen plaatsen in een straal van 20 km rond Rocky.